# Ceri (Roma)
Ceri (pronunciació en italià: [ˈtʃɛːri]) és un llogaret (frazione) del municipi de Cerveteri, a la ciutat metropolitana de Roma, al Laci (Itàlia central). Ocupa un altiplà fortificat de toba situat a poca distància de la ciutat de Cerveteri.

## Història
Ceri està situat en un assentament etrusc que era una part de l'antiga ciutat de Caere. Es troba a 150 metres sobre el nivell del mar, i fortificat amb muralles amb merlets.
S'han trobat als voltants nombroses tombes etrusques, la més important, del segle vii aC, descoberta a la zona de Le Fornaci l'any 1973, coneguda per la Tomba de les Estàtues, anomenada així pel descobriment de dues estàtues excavades a la paret dels murs. Habitada des d'abans del segle vii aC, la població autòctona de la ciutat va canviar diverses vegades del control dels etruscs als romans.
La ciutat actual va ser fundada l'any 1236, quan els habitants de la veïna Caere s'hi van traslladar, potser pel fet que Ceri estava millor protegida gràcies a les formacions rocoses naturals que la defineixen. Per aquest motiu es creu que va rebre el nom de Caere Novum, malgrat que després va passar a ser simplement Ceri (no confondre amb la vila veina de Cerenova). D'aquesta manera, Carene Novum es va distingir de la seva vila predecessora, l'antiga Caere Vetus (que avui es correspon amb Cerveteri). Al mateix període es va construir el castell per a la defensa de la vila.
Des del segle xiv, Ceri va passar a ser propietat d'algunes de les més importants famílies italianes: des dels Anguillara (dels quals el màxim exponent va ser Renzo da Ceri fins als Cesi, els Borromeo, els Odescalchi, i va acabar amb els Torlonia, que encara en són propietaris. d'una gran part de Ceri.

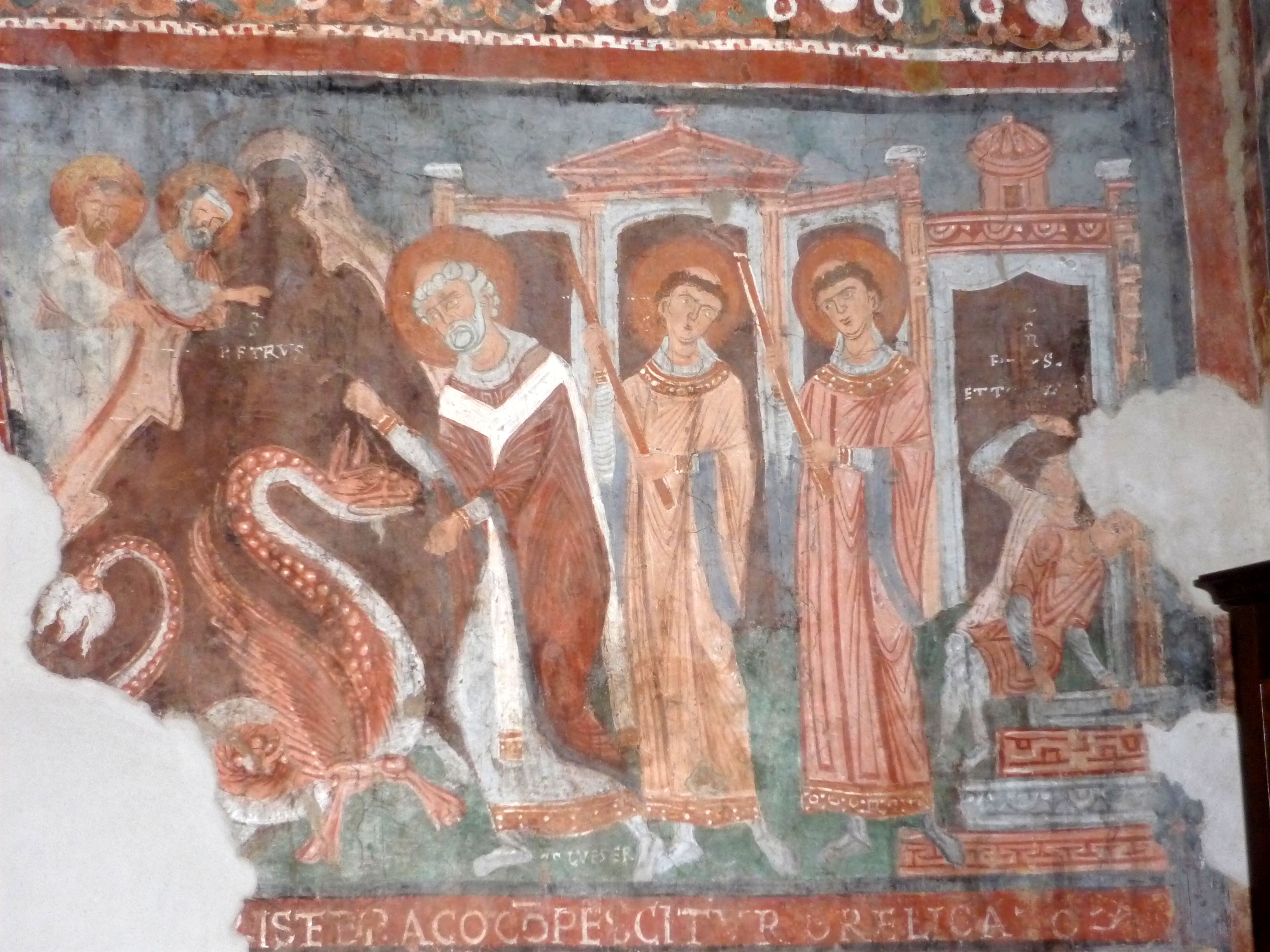
Fresc de l'església de la Madonna di Ceri.

## Principals llocs d'interès
El principal atractiu és l'església romànica de la Madonna di Ceri, que s'aixeca en un lloc antic on els etruscs i els romans donaven culte a la deessa Vesta. L'any 1980, durant una restauració, es van descobrir frescos aproximadament del segle xii, que representaven algunes escenes extretes de l'Antic Testament, en un mur de l'edifici de l'església.